# Lepidophora vetusta
Lepidophora vetusta är en tvåvingeart som beskrevs av Walker 1857. Lepidophora vetusta ingår i släktet Lepidophora och familjen svävflugor. Inga underarter finns listade i Catalogue of Life.